# 송인준 (권투 선수)
송인준(1977년 10월 8일~)은 대한민국의 권투 선수로, 2000년 하계 올림픽에 참가했다.